# Aleksei (judaïsant)
Aleksei était un archiprêtre russe, principalement connu pour sa conversion au judaïsme. 
Il est né probablement à Novgorod vers 1425 et mort à Moscou en 1488. 
Sa conversion se produit dans un contexte de troubles au sein de l'Église orthodoxe russe, s'accompagnant de l'émergence de nouvelles sectes souhaitant revenir à la loi mosaïque. Ceci encouragea probablement l'influent Juif Skhariyah (Zacharie) de Kiev à répandre le judaïsme dans les cercles de Pskov et Novgorod. Skhariyah faisait partie de la suite du prince gédiminide Michel Olelkovitch, qui vint à Novgorod en 1471. Skhariyah obtint son premier converti en la personne du prêtre Dionisy, qui lui présenta son collègue, l'archiprêtre (protopapas) Aleksei. 
Aleksei mit son zèle à propager la doctrine dans toutes les classes, en particulier dans le clergé. La nouvelle communauté appréciait tellement ses efforts qu'ils lui conférèrent le nom d'Abraham et celui de Sarah à sa femme.
Lorsque le grand-duc de la Moscovie visita Novgorod en 1480, Aleksei trouva grâce à ses yeux. Le grand-duc l'emmena à Moscou et le plaça à la tête de la Cathédrale de la Dormition, tandis que Dionisy était nommé prêtre de la Cathédrale de l'Archange. Jouissant de la confiance du duc, Aleksei aurait réussi, selon la cour de Sophie Paléologue à gagner à sa foi le secrétaire du grand-duc, Fiodor Kouritsyne, l'archimandrite Zosima, le moine Zacharie, et d'autres personnages éminents, dont l'épouse d'Ivan le Jeune. 
Le grand-duc protégea dans un premier temps les hérétiques, probablement pour des raisons politiques, mais fut plus tard contraint de les persécuter. L'une des conséquences de cette campagne est que le fils d'Ivan le Jeune, Dmitri, est déshérité en faveur du fils de Sophie Paléologue, Vassili.

## Sources
- Rosenthal, Herman. "Aleksei", dans la Jewish Encyclopedia de Funk and Wagnalls, 1901-1906, qui cite:
  - Platon, Kratkaya Tserkovnaya Rossiskaya Istoriya, Moscow, 1833;
  - N. Rudnev, Rassuzhdenie o Yeresyakh i Raskolakh Byvshikh v Russkoi Tserkvi so Vremeni Vladimira  Velikago do Ioanna Groznago (Treatise on the Sects and Schism in the Russian Church, from the time of Vladimir the Great to Ivan the Terrible), Moscow, 1838;
  - Karamzin, Istoriya Rossii, vi. 154;
  - Panov, Zhurnal Ministerstva Narodnago Prosvyeshcheniya, No. 159, p. 261.